# Jürgen Peiffer (Musiker)

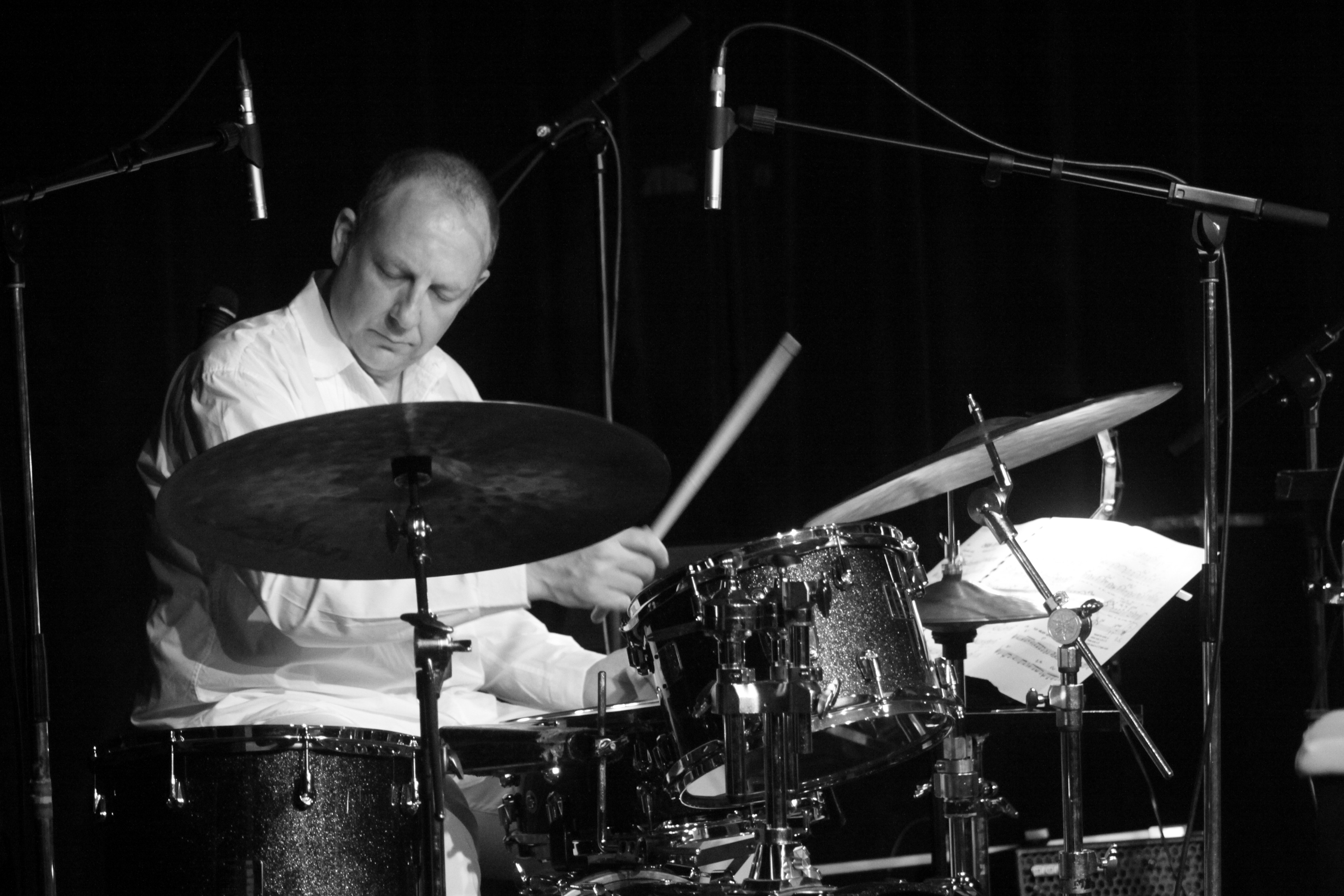
Jürgen Peiffer

Jürgen Melchior Peiffer (* 9. Februar 1963 in Troisdorf) ist ein deutscher Schlagzeuger, Bandleader und Komponist.

## Leben
Peiffer studierte von 1980 bis 1985 an der Musikhochschule Köln (Klassik – Orchesterexamen sowie Musiklehrexamen) und von 1985 bis 1986 am Berklee College of Music in Boston. Von 1981 bis 1985 spielte er in der Big Band der Rheinischen Musikschule unter der Leitung von Jiggs Whigham. 1993 setzte er seine Ausbildung am Drummers Collective in New York, USA fort. Von 1980 bis 1992 unterrichtete er an der Musikschule Troisdorf, danach von 1992 bis 2000 am Drummers Institute in Düsseldorf. 1993 war er Gastdozent an der Musikhochschule in Arnheim für die Leitung von Fusion-Ensembles. Von 2002 bis 2003 war Peiffer als Lehrer an der Universität Mainz für Drum-Set und Rhythmik tätig. Seit 2004 ist er Lehrbeauftragter für Drum-Set im Institut für Musik und Medien an der Robert Schumann Hochschule Düsseldorf.
Peiffer arbeitet seit Mitte der 1980er Jahre mit nationalen und internationalen Künstlern aus dem Showgeschäft. Er begleitete das „Mainstreet Orchestra“, die Günter Noris Big Band, das Orchester Pepe Lienhard, die Paul Kuhn Big Band, die Bochumer Symphoniker, das WDR Rundfunkorchester, Bobby McFerrin, Joan Orleans, Wencke Myhre, Vicky Leandros, Silvio Francesco, Caterina Valente, Deborah Sasson, Udo Jürgens, Jennifer Rush, Andy Borg, Angelika Milster, Johnny Logan, Roland Kaiser, Bill Ramsey, Jörg Knör, Wall Street Crash, King Singers, Marshall & Alexander, Katja Ebstein, Guildo Horn, Nino de Angelo, Mary Roos, Peter Kraus sowie die Hr-Bigband.
Seine Vorliebe für Latin und Jazz brachte ihn mit den Musikern Norbert Gottschalk, Gene Conners, Silvia Droste, Peanuts Hucko, Jörg Kaufmann, Peter Fessler, Rob Pronk, Barbara Dennerlein und Mnozil Brass zusammen. Mit der Big Band Convention, Köln (1996–2006) begleitete er u. a. Dick Oatts, Jiggs Whigham, Ack van Rooyen, Al Porcino und Conte Candoli. Mit seinem Latin- & Jazz-Quartett Manteca und seiner Ehefrau, der Sängerin Felicia Touré, spielt er Konzerte überwiegend in Deutschland. Seit 1992 leitet er den eigenen Musikverlag „ton ab“.

## Preise und Auszeichnungen
- Kinofilm Alles auf Zucker (Filmmusik mit der WDR-Big Band) 55. Deutscher Filmpreis Gewinner 2005
- CD “Zwei Welten” instrumentiert – Wise Guys, Echo 2013, Sparte: Crossover National/International[1]
- CD “Zwei Welten” Gold Award für mehr als 100.000 in Deutschland verkaufte Alben[2]

## Autorentätigkeit
- Snare-Drum-Technik I, basics 1992, ISBN 3-937303-00-6.
- Snare-Drum-Technik II, rudiments 1997, ISBN 3-937303-01-4.
- Snare-Drum-Technik IV, press roll 2001, ISBN 3-937303-03-0.

- Drums & Pipes
  - – 33 Exercises for 2 Piccolo-Flutes and snare drum / snaredrum-release, ISBN 3-937303-04-9.
  - – 33 Exercises for 2 Piccolo-Flutes and snare drum / flute in C-release, ISBN 3-937303-05-7.
  - – 33 Exercises for 2 Flutes and snare drum / flute in Cb-release, ISBN 3-937303-06-5.
  - – 33 Exercises for 2 Flutes and snare drum / flute in Bb-release, ISBN 3-937303-08-1.

## Diskographische Hinweise
- Manteca Meu Brasil (2015) Timezone-Records LC 12791[3]

Veröffentlichungen als Sideman
- Norbert Gottschalk Two Sessions (1993) LC 7900
- RTL Big Band Blues Party (1994) LC 6426
- The Big Band Convention At the Rheinländer Cologne 2001 – LC 01660
- Angelika Milster Milster (2002) LC 001193
- Capitol Theater Düsseldorf Miami Nights (2002) Heartbeat Records